# Metamermerus speculator
Metamermerus speculator is een hooiwagen uit de familie Assamiidae.